# 張心宇
張心宇（1978年8月9日—），台灣新聞主播。現任壹電視新聞台主播、氣象主播、體育主播。其兄是補習班數學老師張心豪為補教界王牌教師，目前在板橋教書。其妻為東森財經新聞台主播廖廷娟。

## 學歷
- 國立台灣師範大學大眾傳播研究所
- 中國文化大學英國語文學系
- 國立臺灣師範大學附屬高級中學

## 經歷
- 非凡新聞台記者、主播。
- 中天新聞台財經記者、主播。
- 壹電視新聞台主播、氣象主播、體育主播。

## 曾主持過的節目
| 時間                        | 頻道       | 節目                           | 備註                          |
|                             | 中天新聞台 | 《新台灣星光大道》             | 代班主持                      |
| 2010年6月14日-2010年8月13日 | 中天新聞台 | 《關鍵報告》                   | 週一至週五晚上11:00-12:00播出 |
|                             | 中天電視   | 官網直播平台《五都群俠Online》 | 每週一至週三13:00-14:00首播   |